# Berliner Vier-Etappenfahrt 1964
Die Berliner Vier-Etappenfahrt 1964 war die 12. Austragung dieses deutschen Straßenradrennens (später Berlin-Rundfahrt). Es fand vom 23. bis 26. Mai in West-Berlin statt.

## Teilnehmer
Am Start waren 75 Radrennfahrer aus sechs Nationen. Mit Nationalmannschaften waren Belgien, Dänemark, die Niederlande, Schweden, die Schweiz und Deutschland vertreten. Dazu kamen einige Vereinsmannschaften aus West-Berlin. Der Bund Deutscher Radfahrer (BDR) schickte seine 16 Kandidaten für die Olympiaauscheidungsrennen mit der DDR, aufgeteilt auf zwei BDR-Teams und einige Vereinsmannschaften, an den Start. Die Länge des Etappenrennens betrug 515 Kilometer quer durch das Stadtgebiet von West-Berlin.

## Rennverlauf
Klaus Schützeberg, der die 1. Etappe gewonnen hatte, erhielt eine strenge Verwarnung, da er auf der Strecke zwei Fahrer körperlich attackiert hatte. Er durfte aber im Rennen verbleiben. Die Entscheidung über den Gesamtsieg fiel auf der letzten Etappe. Die Fahrer des BDR distanzierten die bis dahin führenden Belgier durch einen erfolgreich organisierten Ausreißversuch von Paul Horn, der mit dem Etappenerfolg auch Gesamtsieger wurde.

## Etappen
1. Etappe: 115 Kilometer, Sieger Klaus Schützeberg, RV Panne Bracht
2. Etappe Teil 1: 32 Kilometer (Einzelzeitfahren), Sieger Roger Swerts, Belgien
2. Etappe Teil 2: 82 Kilometer, Sieger Walter Godefroot, Belgien
3. Etappe: 90 Kilometer Sieger, Wilfried Peffgen, BDR I
4. Etappe: 202 Kilometer, Sieger Paul Horn, BDR I

## Ergebnis
|     | Fahrer            | Verein/Nation                  | Zeit (h) |
| --- | ----------------- | ------------------------------ | -------- |
| 01. | Paul Horn         | BDR I                          | 13:04:09 |
| 02. | Peter Glemser     | RSV Stuttgardia Stuttgart 1908 | 13:06:42 |
| 03. | Roger Swerts      | Belgien                        | 13:07:20 |
| 04. | Manfred Rupflin   | BDR II                         | 13:08:52 |
| 05. | Klaus Schützeberg | RSV Panne Bracht               | 13:09:24 |
| 06. | Heinz Rüschhoff   | BDR II                         | 13:09:48 |